# High Definition Audio Vision
High Definition Audio Vision (HDAV, deutsch „hochauflösende Audiovision“) ist ein 2003 von der Firma AV Stumpfl in Anlehnung an HDTV ins Leben gerufener Qualitätsindex für digitale AV-Produktionen bzw. AV-Shows. HDAV trifft keine Aussage über die Höhe und Breite des Bildes, sondern lediglich einen Qualitätsindex über die Menge der Bildinformationen der Produktion. Der Qualitätsindex drückt die Gesamtpixel eines Bildes in Millionen aus.
Q 0,8 ist die Mindestanforderung an eine Show, um diese als HDAV-Show kennzeichnen zu können. Eine Auflösung von 1024 × 768 erfüllt damit dieses Kriterium. Eine Show in Q 1,5 wird z. B. mit der Auflösung 1400 × 1050 erreicht.
Der Qualitätsindex bezieht sich nur auf die Gesamtpixel des dargestellten Bildes und hat keinen Bezug zur Auflösung des Ausgabegerätes. Dadurch ist es möglich mit Hilfe von mehreren Anzeigegeräten (z. B. dem parallelen Einsatz mehrerer Digitalprojektoren) einen höheren Q-Wert zu erzielen, als mit einem Display darstellbar ist. So ist zum Beispiel eine HDAV-Show Q3,5 für ein Bild mit einer Auflösung von 3440 × 1024 Pixel mit drei Digitalprojektoren mit einer Auflösung von 1280 × 1024 Pixel realisierbar. Dazu werden die von den drei Projektoren projizierten Bilder nebeneinander auf der Leinwand dargestellt, mit einer Überlappung von 200 Pixel (1280 + 1280 – 200 + 1280 – 200 = 3440).
Um bei der Überlappung ein Überstrahlen zu verhindern, wird die so genannte Softedge-Technik angewandt. Dabei werden die Bilder im Überlappungsbereich mit Grauverläufen zum Bildrand des projizierten Bildes abgedunkelt. Damit entsteht ein nahtloser Übergang.
Durch diese Definition von HDAV werden vor allem auch künstlerisch hochwertige Produktionen ermöglicht, da sich die Produktion nicht nur auf „eine Leinwand“ beschränken muss.